# Marianne Wedhe
Pauline Marie Elizabeth Wehde (Benkendorf, 31 de enero de 1866 - Berlín, diciembre de 1884), conocida como Marianne Wehde, fue una joven alemana que se exhibió por su gran estatura en Europa a finales del siglo XIX.

## Trayectoria
Nacida en Benkendorf (cerca de Halle), Alemania, comenzó a viajar exhibiéndose por su gran estatura de 2,18 m, a los 16 años, primero en Inglaterra y luego en Francia e Irlanda. En 1882 fue presentada como la prometida de Joseph Drasal, un gigante checo de 2,29 ms. Ese mismo año actuó como "La Reina gigante del Amazonas" en la obra teatral Babel and Bijou en el Alhambra Teather de Londres.
Según parece, murió en Berlín, un mes antes de su decimonoveno cumpleaños, aunque a posteriori se declararía que falleció en París con una altura de 2,56 ms, un dato erróneo sacado de su promotor, ya que los representantes de fenómenos solían exagerar las características de sus representados para aumentar el interés. Un truco al igual que su supuesto compromiso. Aunque es cierto que Marianne murió muy joven y sin haber llegado a su altura definitiva, pues los afectados de gigantismo suelen crecer hasta la veintena y algunos, aunque muy lentamente, toda la vida.